# Eurotamandua
Eurotamandua ("tamanduá europeo") es un género extinto de pangolines que vivió en el Eoceno, hace unos 49 millones de años, y que medía sobre noventa centímetros de largo. Se han hallado fósiles en el sitio fosilífero de Messel, en Alemania. Originalmente se pensó que se trataba de un oso hormiguero, pero actualmente se clasifica dentro del orden Pholidota, debido a que no tienen las articulaciones típicas de los Xenarthra.

## Descripción

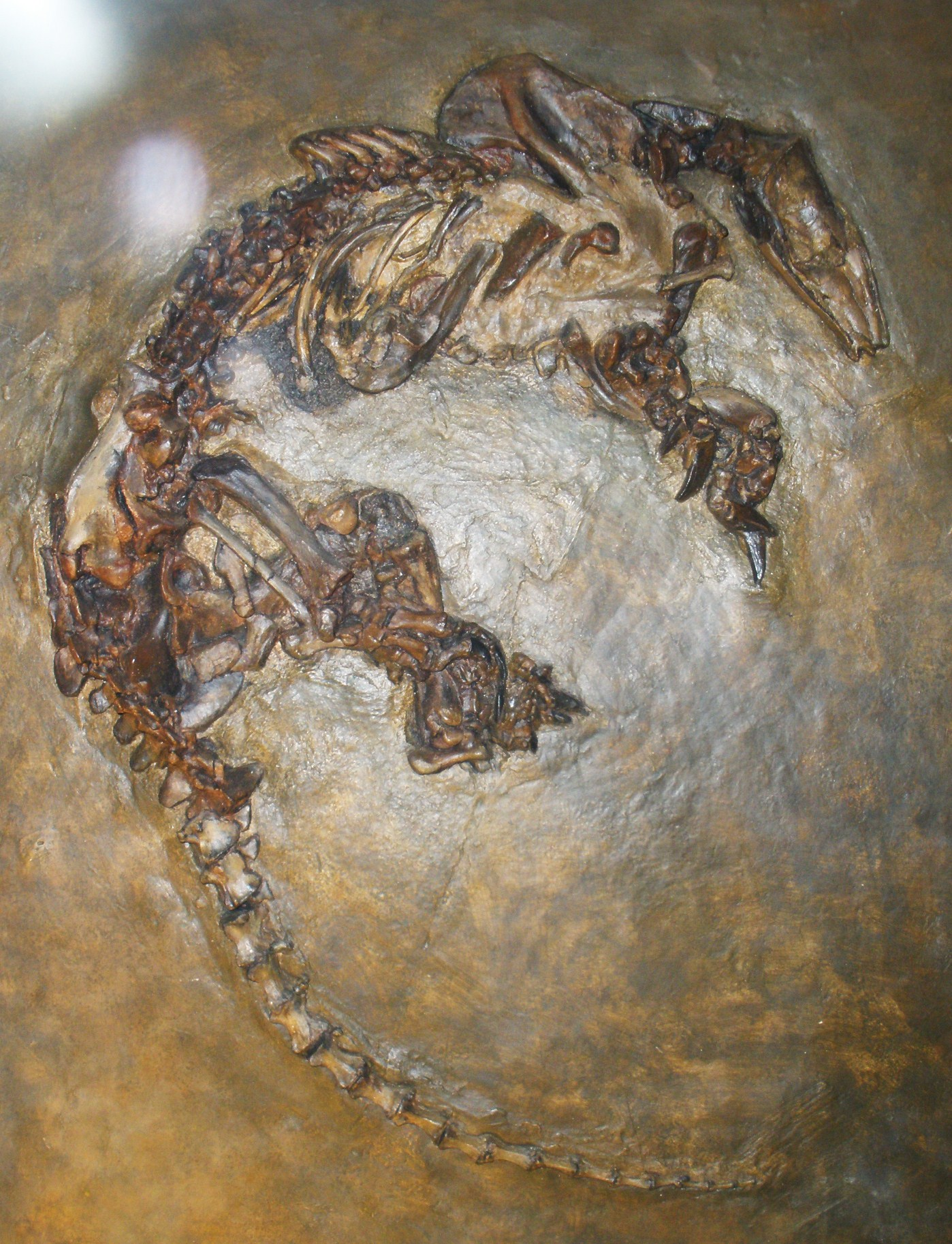
Fósil de Eurotamandua joresi.

Eurotamandua tiene características en común con otros mamíferos que se alimentan de hormigas: largas garras, cola larga, un hocico muy alargado, y una lengua bastante pegajosa. Cabe presuponer que se alimentaba de hormigas y termitas. Eurotamandua debe su nombre a su gran parecido con los osos hormigueros del género Tamandua. Medía alrededor de 90 cm de longitud.

## Cultura popular
Eurotamandua aparece brevemente en el primer episodio de la serie Walking with Beasts. Se muestra a una hembra en un árbol con su cría en la espalda. Fueron representados en vivo por tamandúas.

## Literatura
- Horovitz, Ines (2005). «Ankle structure in Eocene pholidotan mammal Eomanis krebsi and its taxonomic implications». Acta Palaeontol. 50 (3). p. 545-548.
- Hunter, John P. y Janis, Christine M. (2006). «Spiny Norman in the Garden of Eden? Dispersal and early biogeography of Placentalia». J Mammal E 13. p. 89-123.